# Xaver Gmelch
Xaver Gmelch (* 26. April 1899; † 1. Januar 1976) war ein deutscher Motorradrennfahrer.

## Karriere
Der aus dem niederbayrischen Mainburg stammende Gmelch gewann bis 1928 dreimal die Garmischer Winterfahrt.
In der Saison 1928 belegte er auf DKW hinter dem Briten Syd Crabtree im 250-cm³-Rennen der Dutch TT auf dem Circuit van Drenthe im niederländischen Assen. Danach belegte er bei der Tschechoslowakischen TT und beim Großen Preis von Österreich die Ränge zwei bzw. drei.
Im Jahr 1929 siegte Gmelch auf 500-cm³-DKW beim Kolberger Bäderrennen.
| Jahr | Klasse  | Maschine    | Rennen                | Strecke |
| ---- | ------- | ----------- | --------------------- | ------- |
| 1929 | 500 cm³ | DKW PRe 500 | Kolberger Bäderrennen | Kolberg |